# Stadio San Juan del Bicentenario
Lo Stadio del Bicentenario (in spagnolo Estadio del Bicentenario) è uno stadio multiuso di San Juan, in Argentina.
Costruito nel 2010, è dedicato al bicentenario della "Rivoluzione di Maggio" (1810).
È stata tra le sedi della Copa América 2011.